# Hypericum triquetrifolium
Hypericum triquetrifolium är en johannesörtsväxtart som beskrevs av Antonio Turra. Hypericum triquetrifolium ingår i släktet johannesörter, och familjen johannesörtsväxter. Inga underarter finns listade i Catalogue of Life.

## Bildgalleri

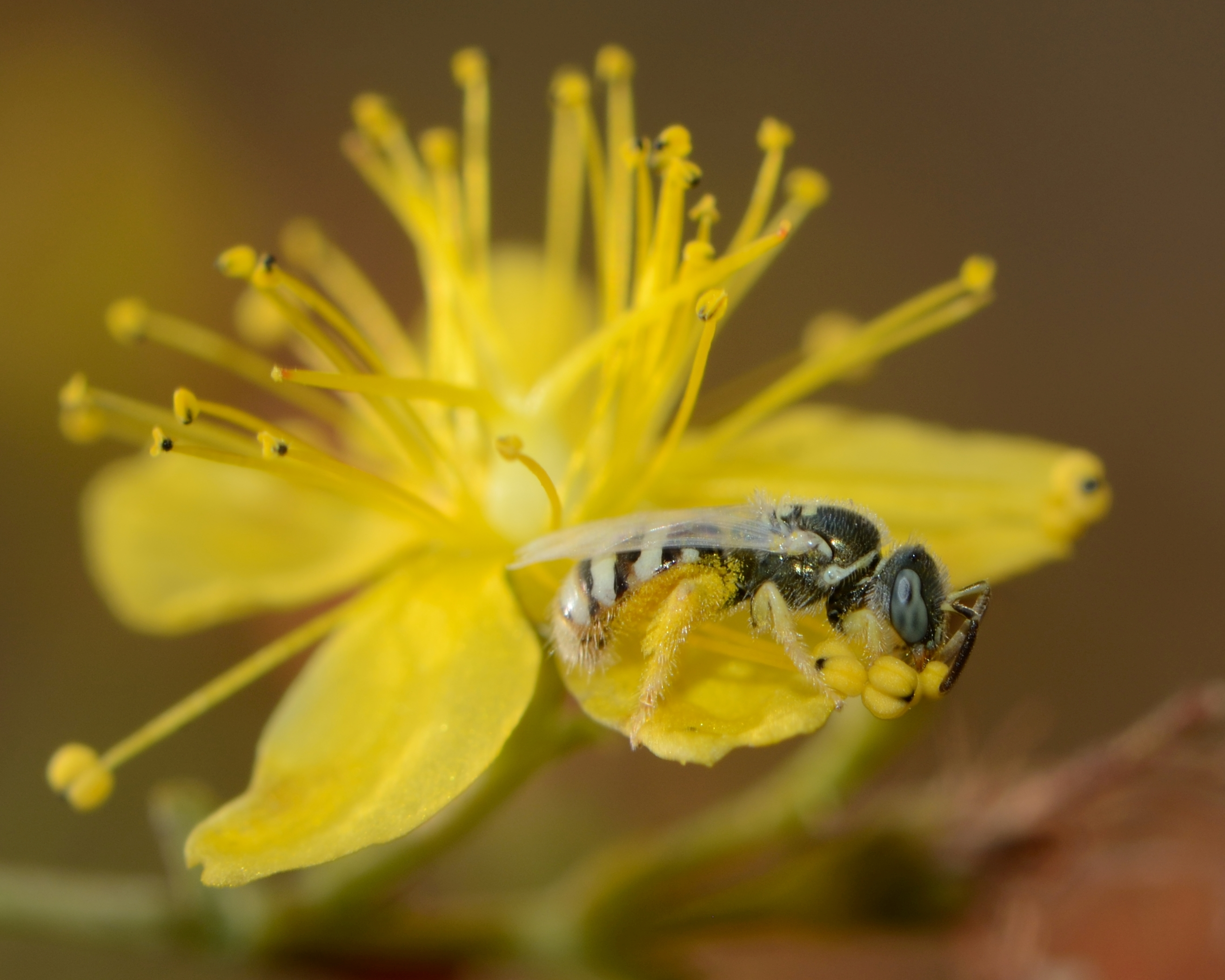
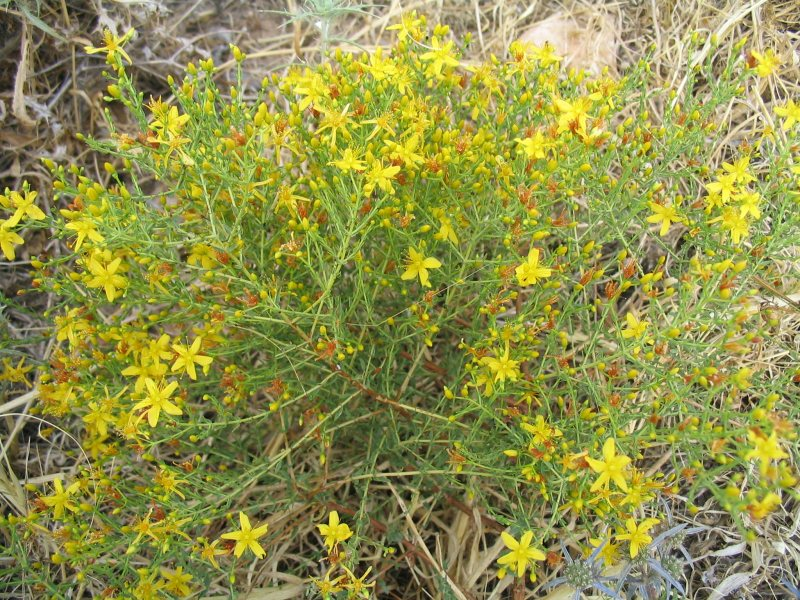
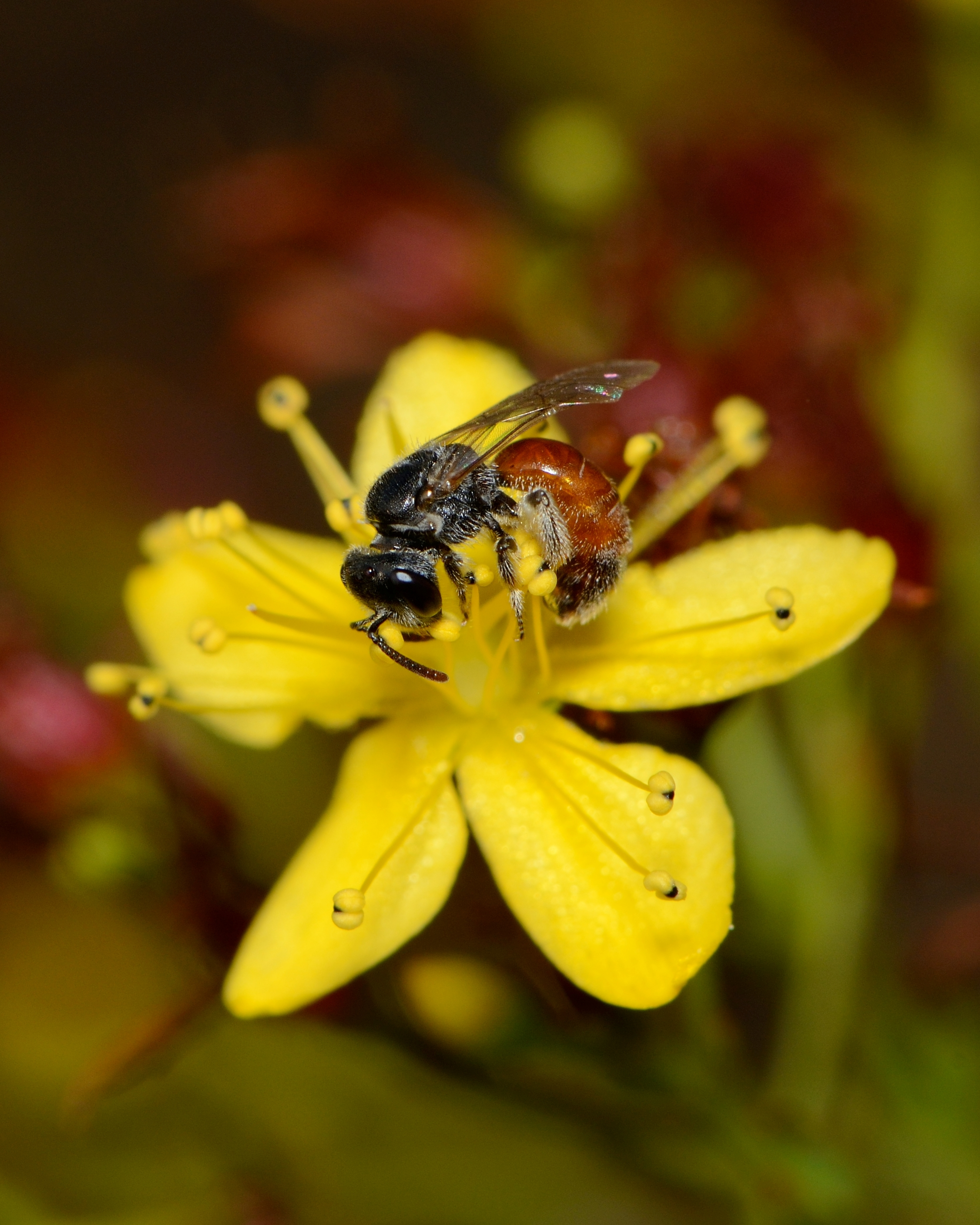